# Turecko na Letních olympijských hrách 2004
Turecko se účastnilo Letní olympiády 2004. Zastupovalo ho 64 sportovců (44 mužů a 20 žen) v 10 sportech.

## Medailisté
| Medaile | Jméno             | Sport     | Soutěž                          |
| ------- | ----------------- | --------- | ------------------------------- |
| Zlato   | Halil Mutlu       | Vzpírání  | Muži do 56 kg                   |
| Zlato   | Taner Sağır       | Vzpírání  | Muži do 77 kg                   |
| Zlato   | Nurcan Taylan     | Vzpírání  | Ženy do 48 kg                   |
| Stříbro | Atagün Yalçınkaya | Box       | Muži váha lehká muší - do 49 kg |
| Stříbro | Bahri Tanrıkulu   | Taekwondo | Muži 80 kg                      |
| Stříbro | Şeref Eroğlu      | Zápas     | Muži řecko-římský do 66 kg      |
| Bronz   | Eşref Apak        | Atletika  | Muži hod kladivem               |
| Bronz   | Sedat Artuç       | Vzpírání  | Muži do 56 kg                   |
| Bronz   | Mehmet Özal       | Zápas     | Muži řecko-římský do 96 kg      |
| Bronz   | Aydın Polatçı     | Zápas     | Muži volný styl do 120 kg       |